# ستيفي غيبونز
ستيفي غيبونز (بالإنجليزية: Stevie Gibbons)‏ هو لاعب دوري الرغبي أيرلندي، ولد في 27 سبتمبر 1983 في دبلن في جمهورية أيرلندا.